# Lev Landáu
Lev Davídovich Landáu (en ruso: Лев Давидович Ландау; Bakú, 22 de enero de 1908-Moscú, 1 de abril de 1968) fue un físico soviético, ganador del Premio Nobel de Física en 1962.
Figura clave de la física teórica en el siglo XX, destacó por sus contribuciones a la mecánica cuántica con sus estudios sobre el estado mixto, la teoría cuántica del diamagnetismo, la superfluidez, la teoría fenomenológica sobre líquidos de Fermi, la teoría Ginzburg-Landau sobre la superconductividad, el efecto de amortiguamiento de Landau sobre la formación de turbulencias en fluidos, el polo de Landau en electrodinámica cuántica, o la teoría sobre los neutrinos. Son imprescindibles sus diez volúmenes del Curso de Física Teórica.
Durante la Gran Purga de la década de 1930 en la Unión Soviética, Landáu fue uno de los científicos considerados sospechosos y encarcelado en 1938, para ser posteriormente liberado gracias a la intervención de su colega y posteriormente también premio Nobel de física Piotr Kapitsa.
En 1962 sufrió un accidente automovilístico, al chocar de frente con un camión. Las secuelas de este accidente con el tiempo lo condujeron a la muerte, en 1968.

## Biografía

### Primeros años

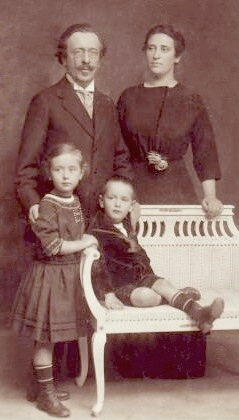
La familia Landáu en 1910

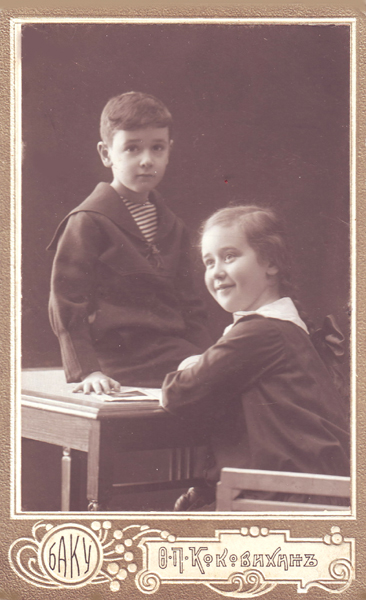
Joven Landáu en 1914

Landáu nació el 22 de enero de 1908 en el seno de una familia judía en Bakú, el Imperio ruso, en lo que hoy es Azerbaiyán. El padre de Landáu, David Lvovich Landáu, era ingeniero de la industria petrolera local, y su madre, Lyubov Veniaminovna Garkavi-Landáu, era médica. Ambos llegaron a Bakú desde Mogilev y se graduaron en el gimnasio de Mogilev. Muy tempranamente se reveló como un niño prodigio de las matemáticas. Él mismo dijo, ya adulto, que apenas podía recordar un momento anterior en que no estuviera familiarizado con el cálculo infinitesimal. Tales eran sus capacidades que con 13 años había completado los estudios de enseñanza secundaria en el Gymnasium. Sus padres lo consideraron todavía demasiado joven para asistir a la universidad, así que durante un año asistió a la Escuela Técnica de Economía de Bakú. En 1922, a la edad de 14 años, se matriculó en la Universidad Estatal de Bakú, estudiando en dos departamentos simultáneamente: los Departamentos de Física y Matemáticas, y el Departamento de Química. Posteriormente, dejó de estudiar química, pero siguió interesado en este campo durante toda su vida.

### Leningrado y Europa
En 1924 se trasladó al principal centro de la física soviética de la época: el Departamento de Física de la Universidad Estatal de Leningrado, donde se dedicó al estudio de la física teórica, graduándose en 1927 con 19 años. Ese mismo año publicaba su primer artículo científico, en relación con la teoría cuántica. Posteriormente, Landau cursó estudios de posgrado en el Instituto Físico-Técnico Ioffe de Leningrado, donde acabó doctorándose en Ciencias Físicas y Matemáticas en 1934 a los 21 años. Landau tuvo su primera oportunidad de viajar al extranjero durante el periodo 1929-1931, con una beca de viaje del gobierno soviético-Comisariado del Pueblo para la Educación complementada por una beca de la Fundación Rockefeller. Para entonces hablaba alemán y francés con fluidez y podía comunicarse en inglés. Más tarde mejoró su inglés y aprendió danés.
Tras breves estancias en Gotinga y Leipzig, el 8 de abril de 1930 se trasladó a Copenhague para trabajar en el Instituto de Física Teórica de Niels Bohr. Allí permaneció hasta el 3 de mayo del mismo año. Tras esta visita, Landau siempre se consideró discípulo de Niels Bohr y su enfoque de la física estuvo muy influido por Bohr. Tras su estancia en Copenhague, visitó Cambridge (mediados de 1930), donde trabajó con Paul Dirac, Copenhague (de septiembre a noviembre de 1930), y Zúrich (diciembre de 1930 a enero de 1931), donde trabajó con Wolfgang Pauli. Desde Zúrich, Landau volvió a Copenhague por tercera vez y permaneció allí desde el 25 de febrero hasta el 19 de marzo de 1931 antes de regresar a Leningrado ese mismo año.

### Centro Científico Nacional Instituto de Física y Tecnología de Járkov
Entre 1932 y 1937, Landau dirigió el Departamento de Física Teórica del Centro Científico Nacional Instituto de Física y Tecnología de Járkov, y dio clases en la Universidad de Járkov y en el Instituto Politécnico de Járkov. Aparte de sus logros teóricos, Landau fue el principal fundador de una gran tradición de física teórica en Járkov, Ucrania, a veces denominada "escuela Landau". En Járkov, él y su amigo y antiguo alumno, Evgeny Lifshitz, empezaron a escribir el Curso de Física Teórica, diez volúmenes que en conjunto abarcan toda la materia y que todavía se utilizan ampliamente como textos de física de nivel de graduado. Durante la Gran Purga, Landau fue investigado dentro del Asunto UPTI en Járkov, pero consiguió marcharse a Moscú para ocupar un nuevo puesto.
Landau desarrolló un famoso examen exhaustivo llamado "Mínimo Teórico" que los estudiantes debían aprobar antes de ser admitidos en la escuela. El examen abarcaba todos los aspectos de la física teórica, y entre 1934 y 1961 sólo lo aprobaron 43 candidatos, pero los que lo hicieron más tarde se convirtieron en físicos teóricos bastante notables.
En 1932, Landau calculó el límite de Chandrasekhar; sin embargo, no lo aplicó a las estrellas enanas blancas.

### Instituto de Problemas Físicos, Moscú

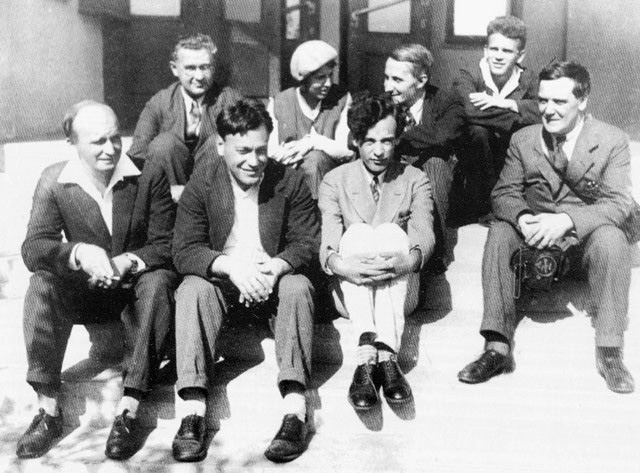
En el Instituto de Járkov, 1934

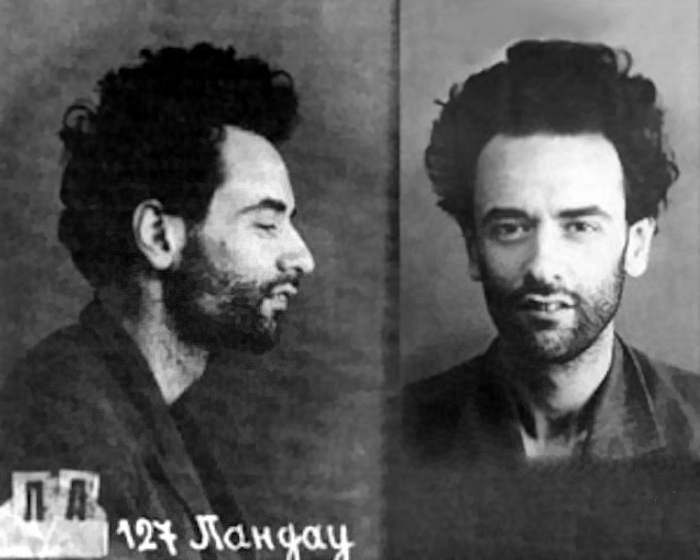
Foto en prisión, 1938-9

Desde 1937 hasta 1962, Landau fue jefe de la División Teórica del Instituto de Problemas Físicos.
El 27 de abril de 1938, Landau fue detenido por un panfleto que comparaba el estalinismo con el nazismo alemán y el fascismo italiano. Fue recluido en la cárcel Lubyanka de la NKVD hasta su liberación, el 29 de abril de 1939, después de que Pyotr Kapitsa (físico de baja temperatura experimental y fundador y director del instituto) y Bohr escribieran cartas a Iósif Stalin. Kapitsa avaló personalmente el comportamiento de Landau y amenazó con abandonar el instituto si Landau no era liberado. Tras su liberación, Landau descubrió cómo explicar la superfluidez de Kapitsa utilizando ondas sonoras, o fonones, y una nueva excitación llamada rotón.
Landau dirigió un equipo de matemáticos que apoyaba el desarrollo de la bomba atómica y de hidrógeno soviética. Calculó la dinámica de la primera bomba termonuclear soviética, incluida la predicción del rendimiento. Por este trabajo, Landau recibió el Premio Stalin en 1949 y 1953, y fue galardonado con el título de "Héroe del Trabajo Socialista" en 1954.
Entre los estudiantes de Landau se encontraban Lev Pitaevskii, Alexei Abrikosov, Aleksandr Akhiezer, Igor Dzyaloshinskii, Evgeny Lifshitz, Lev Gor'kov, Isaak Khalatnikov, Roald Sagdeev e Isaak Pomeranchuk.

### Logros científicos
Los logros de Landáu incluyen el codescubrimiento independiente del método de la matriz de densidad en mecánica cuántica (junto a John von Neumann), la teoría mecánica cuántica del diamagnetismo, la teoría de la superfluidez, la teoría de las transiciones de fase de segundo orden, la teoría Ginzburg-Landáu de la superconductividad, la teoría de los líquidos de Fermi, la explicación del amortiguamiento de Landáu en la física del plasma, el polo de Landáu en la electrodinámica cuántica, la teoría de dos componentes de los neutrinos, la explicación de la inestabilidad de la llama (la inestabilidad de Darrieus-Landáu) y las ecuaciones de Landáu para las singularidades de la matriz S.
Landáu fue galardonado con el Premio Nobel de Física en 1962 por su desarrollo de una teoría matemática de la superfluidez que explica las propiedades del helio II líquido a una temperatura inferior a 2,17 K (-270,98 °C). " 

## La lista de Landau
Landau había elaborado una lista con los nombres de físicos a los que había ordenado según una escala logarítmica desde 0 a 5. El valor más alto, el 0, se lo asignó a Isaac Newton, y Albert Einstein recibió 0.5. Les asignó un valor de 1 a Niels Bohr, Werner Heisenberg, Paul Dirac y Erwin Schrödinger, los padres de la física cuántica moderna. Landáu se evaluó a sí mismo con un 2.5 aunque posteriormente se asignó un 2. David Mermin, escribiendo sobre Landáu, hizo referencia a la escala, y se catalogó a sí mismo como un 4,5 en el artículo Mi vida con Landáu: homenaje de un 4.5 a un 2.

## Obras

### Landáu y LifshitzCurso de Física Teórica
Esta obra está conjuntamente escrita con el físico Evgeni Lifshitz:
- vol. 1: "Mecánica". L. D. Landáu, E. M. Lifshitz; ISBN 9788429140811
- vol. 2: "La teoría clásica de campos". L. D. Landáu, E. M. Lifshitz; ISBN 9788429140828
- vol. 3: "Mecánica cuántica: teoría no relativista". L. D. Landáu, E. M. Lifshitz ISBN 9788429140835
- vol. 4: "Electrodinámica cuántica". V. B. Berestetsky, E. M. Lifshitz and L. P. Pitaevskii; Parte 1 ISBN 9788429140842, Parte 2: ISBN 9788429140859
- vol. 5: "Física estadística. Parte 1". L. D. Landáu, E. M. Lifshitz; ISBN 9788429140866
- vol. 6: "Mecánica de los fluidos". L. D. Landáu, E. M. Lifshitz; ISBN 9788429140873
- vol. 7: "Teoría de la elasticidad". L. D. Landáu, E. M. Lifshitz; ISBN 9788429140880
- vol. 8: "Electrodinámica del medio continuo". L. D. Landáu, E. M. Lifshitz and L. P. Pitaevskii; ISBN 9788429140897
- vol. 9: "Física estadística. Parte 2". E. M. Lifshitz, L. P. Pitaevskii; ISBN 9788429140781
- vol. 10: "Cinética de la física". E. M. Lifshitz, L. P. Pitaevskii Edición española: Editorial Reverté, Barcelona 1986  (enlace roto disponible en Internet Archive; véase el historial, la primera versión y la última).

#### Landáu y LifshitzCurso abreviado de Física Teórica
Lifshiz, tras la muerte de Landau, publicó el Curso abreviado de Física Teórica en dos volúmenes, que es un compendio de los primeros 4 volúmenes del Curso:
- vol. 1: "Mecánica y Electrodinámica", L. D. Landáu, E. M. Lifshitz.
- vol 2: "Mecánica Cuántica"; L. D. Landáu, E. M. Lifshitz.

Inicialmente se anunció serán tres volúmenes, pero el tercero, "Física Macroscópica", fue cancelado.

Publicación de la edición original en ruso: volumen 1 en 1969 y volumen 2 en 1972 (coincidiendo con el décimo aniversario del accidente de Landau).

Edición en español: Editorial Mir, Moscú, Tercera edición 1982.

### Otras obras
- "Curso de física general. Mecánica y Física molecular", Landáu L.D., Ajíezer A., Lífshitz E.

 Edición española: Editorial MIR, Moscú. 

 Edición original en ruso: Ed. Nauka, Moscú, 1965
- "Física para todos", Landau L.D., Kitaigorodski A.

Edición española: Editorial MIR, Moscú. 

## Eponimia
- El cráter lunar Landau lleva este nombre en su memoria.[29]
- El asteroide (2142) Landau también conmemora su nombre.